# 建長寺船
建長寺船（けんちょうじぶね、けんちょうじせん）は、相模国鎌倉（神奈川県鎌倉市）に所在する臨済宗の寺院勝長寿院・建長寺の修復のため、正中2年（1325年）に鎌倉幕府公認で元におくられた民間の貿易船。社寺の造営料を得る目的で派遣された寺社造営料唐船のひとつで、特定の条件下にある入元の船である。正確には「勝長寿院・建長寺造営料唐船」であるが、一般に「建長寺船」と称される。典拠となる史料は『広瀬文書』『比志島文書』であ

## 概要
鎌倉市山ノ内に所在する禅宗寺院建長寺は、鎌倉時代中期の建長5年（1253年）の創建で、開基（創立者）は鎌倉幕府の執権北条時頼（1227年 - 1263年）、開山（初代住職）は南宋から渡来した禅僧蘭渓道隆（1213年 - 1278年）である。寺号は落慶供養が営まれた「建長」の元号によっている。当時は、中国禅林の大人物が数多く日本に渡来したが、蘭渓以降は無学祖元など、おもだった渡来僧はまず建長寺にはいってその住持となるのが慣例となった。
それに対し、勝長寿院は鎌倉幕府をひらいた源頼朝（1147年 - 1199年）が元暦元年（1184年）に、父源義朝の菩提を弔うために大御堂ヶ谷（鎌倉市雪ノ下）の地に定め、同年11月26日に地曳始の儀を行った寺院である。
建長寺は、正応6年（1293年）4月12日に発生した鎌倉大地震により建造物の大半が倒壊炎上したが、元から来日した一山一寧によって一旦は再建される。しかし、勝長寿院は永仁3年（1295年）に焼失し、建長寺も正和4年（1315年）の火災で創建当初の建物の大部分を失った。そのため、鎌倉幕府公認のもと海商によって元へ貿易船（寺社造営料唐船）がおくられ、修復費用を調達することとした。これが「建長寺船」である。のちの関東大仏造営料唐船や1342年に日本を出発した天龍寺造営料唐船（天龍寺船）のさきがけをなし、鎌倉幕府が渡航の時期や貿易船の綱司（船長）を指定して、航海中の警備などを取り計らい、その代わりに帰国時には利潤のなかから一定の銭貨の提供を海商に約束させたものと考えられる。実際の貿易活動は、船の手配や準備も含めてすべて商人が担当した。ただし、帰国後の舶載品の搬送などは幕府が九州地方の地頭や御家人に命じている。
建長寺船は、正中2年（1325年）7月、鎌倉の勝長寿院・建長寺伽藍の修繕料捻出を名目に日本を出航し、翌嘉暦元年（1326年）9月に帰国した。国内航路に関しては、往路は筑前国守護代、復路は薩摩国守護代にそれぞれ警固が命じられている。本来は正中元年（1324年）に派遣される予定であったが、この年後醍醐天皇の倒幕運動によって正中の変が起こったため翌年に延期されたものである。
日本の禅僧中巌円月（1300年 - 1375年）・不聞契聞らが往路の建長寺船に同乗し、元に遊学している。また、得宗北条高時（1303年 - 1333年）が渡日を要請していた元の禅僧清拙正澄が復路の船で来日し、すでに渡元していた日本僧古先印元・無隠元晦らが同乗して帰国を果たしたとみられる。これに限らず、13世紀から14世紀にかけての日中両国における禅僧たちの渡航手段は、知られる限りにおいてすべてが貿易船への便乗であって、中世における東アジアの禅林のさかんな文化交流は東シナ海をしきりに行き来する海商たちの活動によってささえられていた。
なお、建長寺境内の発掘調査の成果によれば、14世紀以前の建長寺の主要建物は現在よりも西側に立地していたことが判明している。